# たいようの哀悼歌
「たいようの哀悼歌」（たいようのエレジー）は、Flowerの15作目のシングル。2017年8月23日にソニー・ミュージックアソシエイテッドレコーズ より発売された。

## 概要
前作「MOON JELLYFISH」から約4ヶ月ぶりのシングルで、2017年第3弾シングル。初回生産限定盤A(CD + DVD)、初回生産限定盤B(CD + DVD)、通常盤(CD)、期間生産限定盤(CD)の4形態で発売。初回生産限定盤は全32Pフォトブックレット付きのスリーブケース仕様で、期間生産限定盤は「将国のアルタイル」アニメ描き下ろしジャケット仕様となっている。
表題曲「たいようの哀悼歌」は、2017年7月より放送開始されたMBS/TBS/BS-TBSテレビアニメ「将国のアルタイル」のエンディングテーマ。テレビアニメとのタイアップは11thシングル「瞳の奥の銀河」以来となる。

初回生産限定盤にのみ収録の「熱帯魚の涙 Asiatic version」は、2014年6月発売「熱帯魚の涙」のバージョン違いである。
初回生産限定盤A付属のDVDには、2016年10月から12月まで行われた自身のライブツアーのファイナル公演として2017年1月に開催された『Flower Theater 2016 〜THIS IS Flower〜 THE FINAL』の模様を、約110分にわたり全22曲収録。
このシングルはFlowerの6人体制として最後のCD作品となった。また、グループは2019年9月30日をもって解散したため、これが最後のCDシングルとなった。

## チャート成績
初週5.8万枚を売り上げ、オリコン週間シングルランキングで1位に初登場。デビューから7年目で初のシングル首位獲得となった。また、アニメ週間チャートにおいては「瞳の奥の銀河」に続き2作連続で1位を獲得した。

## 収録曲

### 初回生産限定盤A(CD + DVD)
CD
全曲 作詞:小竹正人
1. たいようの哀悼歌
作曲：Carlos K. / Kanata Okajima、編曲：Carlos K.
2. Stranger
作曲・編曲：Red-T & Kei Shimojo
3. 熱帯魚の涙 Asiatic version
作曲：SKY BEATZ, FAST LANE、編曲：Tomoya Nakai
4. たいようの哀悼歌 instrumental

DVD
1. 「たいようの哀悼歌」 MUSIC VIDEO
2. Flower Theater 2016 〜THIS IS Flower〜 THE FINAL
  1. 人魚姫
  2. 瞳の奥の銀河
  3. Blue Sky Blue
  4. 紫陽花カレイドスコープ
  5. 太陽と向日葵
  6. 秋風のアンサー
  7. 初恋
  8. やさしさで溢れるように
  9. 熱帯魚の涙
  10. さよなら、アリス
  11. 他の誰かより悲しい恋をしただけ
  12. CALL
  13. Virgin Snow 〜初心〜
  14. ラッキー7
  15. モノクロ
  16. Dolphin Beach
  17. Dreamin' Together feat. Little Mix
  18. Imagination
  19. Flower Garden
  20. 白雪姫 orchestra mix
  21. カラフル
  22. TOMORROW 〜しあわせの法則〜

### 初回生産限定盤B(CD + DVD)
CD
1. たいようの哀悼歌
2. Stranger
3. 熱帯魚の涙 Asiatic version
4. たいようの哀悼歌 instrumental

DVD
1. 「たいようの哀悼歌」 MUSIC VIDEO

### 通常盤(CD)
1. たいようの哀悼歌
2. Stranger
3. たいようの哀悼歌 instrumental

### 期間生産限定盤(CD)
1. たいようの哀悼歌 -Another version-
2. たいようの哀悼歌 -Another version- TV edit
3. たいようの哀悼歌